# Ratschyn (Luzk)
Ratschyn (ukrainisch Рачин; russisch Рачин, polnisch Raczyn) ist ein ukrainisches Dorf im Süden der Oblast Wolyn mit etwa 386 Einwohnern.

## Geografische Lage
Das Dorf am Ufer der Luha liegt auf einer Höhe von 218 m, etwa 12 km nördlich von Horochiw, 50 km südöstlich von Nowowolynsk und etwa 50 km östlich der Grenze zu Polen.
Am 12. Juni 2020 wurde das Dorf ein Teil neu gegründeten Stadtgemeinde Horochiw; bis dahin bildete der Ort zusammen mit dem Dorf Oserzi (Озерці) die Landratsgemeinde Ratschyn (Рачинська сільська рада/Ratschynska silska rada) im Nordwesten des Rajons Horochiw.
Am 17. Juli 2020 wurde der Ort Teil des Rajons Luzk.

## Geschichte
Das erstmals 1629 schriftlich erwähnte Dorf lag zunächst in der Adelsrepublik Polen-Litauen und kam nach den Teilungen Polens Ende des 18. Jahrhunderts zum Gouvernement Wolhynien innerhalb des Russischen Reiches.
Während des Ersten Weltkrieges kämpften im Abschnitt Raczyn die deutsche 108. und die 224. Infanterie-Division sowie die 2. Garde-Kavallerie-Brigade, bis sie im Dezember 1916 im Rahmen der Neugliederung der Heeresgruppen durch Alexander von Linsingen zusammen mit dem österreichisch-ungarischen Korps unter General der Kavallerie Georg von der Marwitz zum Abschnitt Luga zusammengefasst wurden.
In der Zwischenkriegszeit wurde die Ortschaft zunächst ein Teil der Westukrainischen Volksrepublik und nach dem Polnisch-Ukrainischen Krieg wurde es Bestandteil der Zweiten Polnischen Republik (Woiwodschaft Wolhynien, Powiat Włodzimierz, Gmina Poryck).

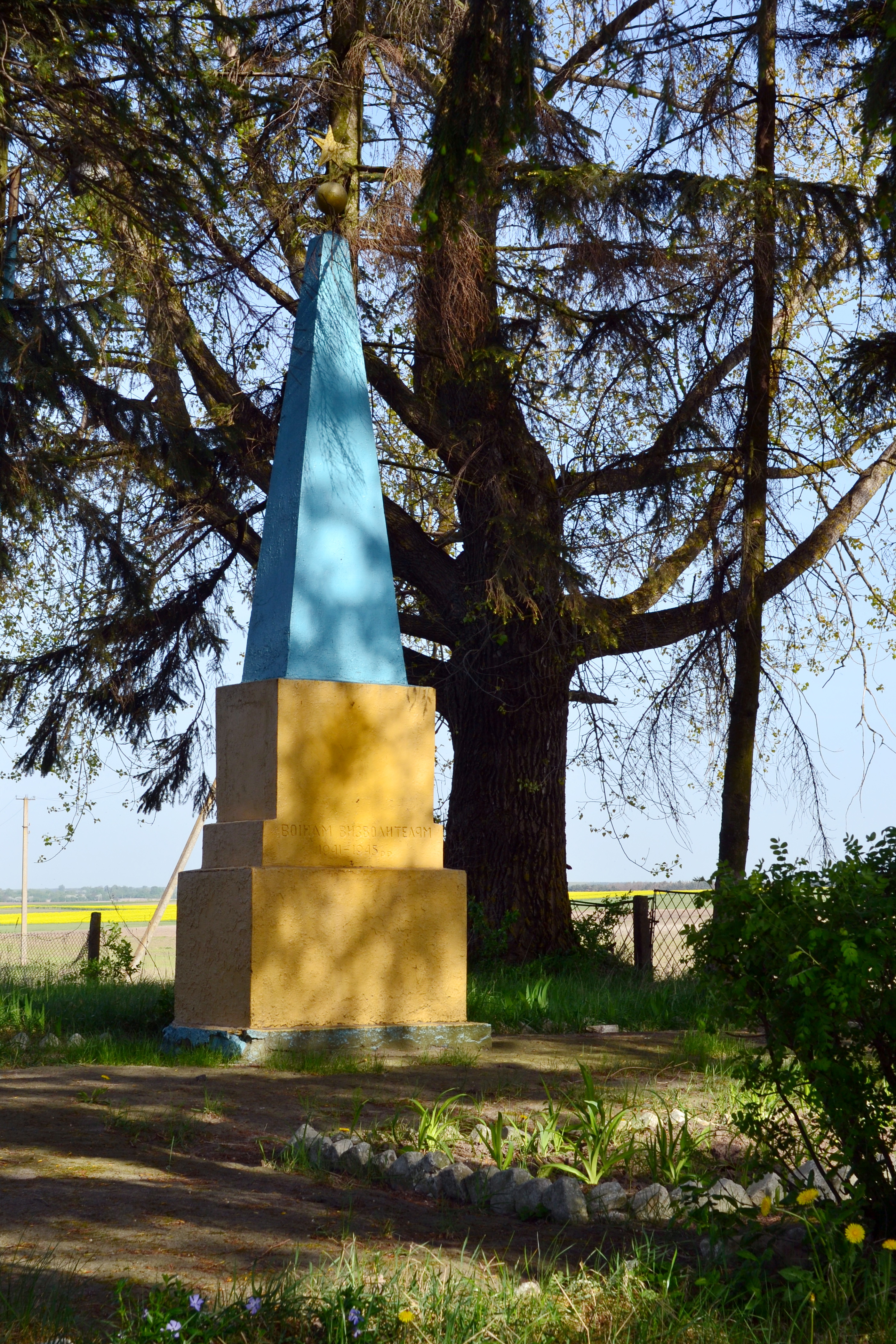
Kriegerdenkmal zur Erinnerung an die im Zweiten Weltkrieg gefallenen Soldaten der Roten Armee

Nach dem Ausbruch des Zweiten Weltkrieges wurde das Gebiet durch die Sowjetunion und ab 1941 durch Deutschland besetzt. 1945 kam es wieder zur Sowjetunion und wurde in die Ukrainische SSR eingegliedert. Nach dem Zerfall der Sowjetunion 1991 kam das Dorf zur nun unabhängigen Ukraine.